# Ljubičica kod Handrake
Ljubičica kod Handrake este o arie protejată (sit de importanță comunitară — SCI) din Croația întinsă pe o suprafață de 0,78 ha, integral marine.

## Localizare
Centrul sitului Ljubičica kod Handrake este situat la coordonatele 42°43′05″N 17°57′48″E / 42.718168°N 17.963398°E.

## Înființare
Situl Ljubičica kod Handrake a fost declarat sit de importanță comunitară în iulie 2013 pentru a proteja un număr necunoscut de specii din flora spontană și fauna sălbatică aflate în arealul zonei.

## Biodiversitate
Situată în ecoregiunea marină mediteraneană, aria protejată conține 1 habitat natural: Peșteri marine scufundate complet sau parțial.
La baza desemnării sitului se află un număr nedeclarat de specii protejate.